# Рокфелери
Рокфелери (енгл. Rockefeller) су америчка индустријска, политичка и банкарска породица која је стекла једно од највећих богатстава у нафтном бизнису током касног 19. и раног 20. вијека првенствено преко Стандард оил са Џоном и Вилијамом Рокфелером на челу. Породица је позната и по дугој сарадњи и контроли Чејс Менхетн банке. Они се сматрају једном од најмоћнијих породица, ако не и најмоћнијом породицом, у историји Сједињених Америчких Држава.